# Mariano Toedtli
Mariano Toedtli (Córdoba, Argentina, 23 de marzo de 1976) es un exfutbolista y entrenador argentino. Su posición era la de delantero y su último club el Cádiz CF. Actualmente es 2º entrenador del Atlanta Untd.  

## Carrera deportiva

### Newell's Old Boys
Tras su estancia en Cipoletti de Río Negro da el salto a la Primera División, pero sólo formó parte del equipo de reservas de Newell's.

### Huracán
En 1998/99 ficha por CA Huracán. En una Temporada penosa del club argentino, él no escapó de la mediocridad de su equipo. Hizo 2 goles en 24 partidos.

### CS Marítimo
En la temporada 1999/00 ficha por el CS Marítimo por una temporada. A pesar de que el club quiso renovarlo debido a su buena temporada e incluso el Benfica ficharlo, acabó marchándose a la UD Salamanca.

### UD Salamanca
En el club salmantino, en el que estuvo una temporada, jugó 41 partidos y marcó 16 goles.

### Sevilla FC
En su etapa en el Sevilla FC empezó siendo suplente, pero una de sus partidos más destacados en el equipo hispalense fue meterle dos goles al FC Barcelona en un mismo partido.

### Recreativo
En la Temporada 2003/04 juega cedido, con una opción de compra que finalmente el Recreativo de Huelva no ejercerá, por el club hispalense en las filas del club onubense que militaba en la Segunda División.
Esa Temporada se convirtió en el segundo máximo goleador tras Ikechukwu Uche con nueve tantos.

### Polideportivo Ejido
En la Temporada 2004/05 ficha por el Poli Ejido junto con el también sevillista Victor Salas. Estuvo cuatro años en el club almeriense con el que descendió en la Temporada 2007/08 a 2ª División B y marcó un total de doce goles. Finalmente rescidió su contrato, quedándole aún un año, para marcharse al Cádiz CF.

### Cádiz CF
A pesar de las dificultades para desvincularse del club almeriense acabó en el club gaditano en septiembre de 2008 con un contrato por un año y otro opcional dependiendo de los partidos que jugase. Esa temporada acabó siendo el máximo goleador del equipo con 17 dianas en 30 partidos y renovó por otra tras el ascenso del club a Segunda División. Además a final de dicha temporada recibió el Trofeo de www.portalcadista.com, publicación digital que se dedicaba íntegramente a la información cadista y cuyas votaciones la realizaban los aficionados partido a partido.
La temporada siguiente, a los 34 años, decide abandonar el fútbol debido a una lesión.

## Clubes

### Jugador
| Club                                | País      | Año        |
| ----------------------------------- | --------- | ---------- |
| CA Douglas Haig                     | Argentina | 1996-1997  |
| Club Cipolletti                     | Argentina | 1997-1998  |
| Newell's Old Boys II equipo reserva | Argentina | 1998       |
| CA Huracán                          | Argentina | 1998- 1999 |
| CS Marítimo                         | Portugal  | 1999-2000  |
| UD Salamanca                        | España    | 2000-2001  |
| Sevilla FC                          | España    | 2001-2004  |
| Recreativo (cedido)                 | España    | 2003-2004  |
| Polideportivo Ejido                 | España    | 2004-2008  |
| Cádiz CF                            | España    | 2008-2010  |

### Entrenador
| Club                               | País           | Año       |
| ---------------------------------- | -------------- | --------- |
| Sarmiento de Leones                | Argentina      | 2014      |
| Argentinos Juniors (2º entrenador) | Argentina      | 2016-2017 |
| Vélez Sarsfield (2 entrenador)     | Argentina      | 2018-2020 |
| Atlanta Unted (2 entrenador)       | Estados Unidos | 2021      |